# Suregada eucleoides
Suregada eucleoides är en törelväxtart som beskrevs av Radcl.-sm.. Suregada eucleoides ingår i släktet Suregada och familjen törelväxter. Inga underarter finns listade i Catalogue of Life.